# Onthophagus nasicus
Onthophagus nasicus là một loài bọ cánh cứng trong họ Bọ hung (Scarabaeidae).